# Linzer Buam
Die Linzer Buam, auch Original Linzer Buam genannt, waren eine österreichische Blasmusik- und Volksmusikgruppe aus Linz in Oberösterreich.

## Geschichte
Da in den 1930er Jahren für Musiker schlechte wirtschaftliche Gegebenheiten herrschten, spielten einige Theatermusiker des Landestheaters Linz als Zusatzverdienst auch bei Volksfesten mit Unterhaltungs- und Blasmusik auf. 1934 wurde in Linz für diese Zwecke eine eigene Kapelle unter der Leitung von Franz Ernstreiter gegründet, der bald darauf in München engagiert wurde. Nachfolger wurde Heinrich Schramm. Auf einem Donauschiff nach Passau folgte der erste öffentliche Auftritt, der auch von der RAVAG übertragen wurde, wodurch die Gruppe bekannt wurde. Es folgten zahlreiche Auftritte der Linzer Buam bei Volksfesten in Kleinmünchen, Linzer Urfahraner Markt, Welser Volksfest, Klagenfurt und Laibach.
1938 waren die Linzer Buam bereits derart berühmt, dass sie live im Funkhaus Wien musizierten, was in alle deutschsprachigen Sender übertragen wurden. Im Zweiten Weltkrieg wurde die Gruppe aufgelöst. Einige Musiker sowie der Kapellmeister Heinrich Schramm kamen ums Leben.
1948 wurden die Kapelle von Fritz Schramm, dem Bruder von Heinrich Schramm, als Original Linzer Buam wiedergegründet. Kapellmeister war ab 1950 Karl Reischl. Robert Thaller und Edi Matzer, die bereits 1934 mitmusizierten, gründeten eine eigene Kapelle mit dem Namen Linzer Buam, die auch Big-Band-Musik spielte. Arrangeure und Komponisten der Gruppe waren u. a. Emil Rameis, Werner Brüggemann, Oswald Pöstinger und Franz Kinzl (letzterer komponierte eigens eine Bier-Oper für die Linzer Buam). Von 1951 bis 1967 wurde die Sängerin Annemarie Leitner engagiert, die selbst einige Lieder schrieb (z. B. I bin a Oberösterreicher und A resche Linzerin). Es folgten zahlreiche internationale Auftritte u. a. bei den Olympischen Spielen in Rom, bei Papst Johannes XXIII. und in den USA. In den 1980ern gab es fünf verschiedene Linzer Buam-Formationen. Nach Thallers Tod 1982 übernahm Sigi Moherndl die Leitung.
Die Linzer Buam spielten hauptsächlich Blasmusik, Volksmusik und Schlager. Die Gruppe bestand mehr als 60 Jahre, bevor sie sich 1997 auflöste. Sie spielten bei zahlreichen Veranstaltungen im In- und Ausland.

## Tonträger (Auswahl)
- Die lustigen Innviertler – Linzer Buam (Austroton-Schellack)
- Original Linzer Buam – Resch und fesch (LP 1979)
- In fröhlicher Runde – Die original Linzer Buam (LP 1979)
- A Polka, a Jodler, a G'spaß (LP 1980)